# Riccardo Guariglia
Riccardo Guariglia (Chicago, 29 marzo 1961) è un diplomatico italiano, ambasciatore d'Italia in Polonia dal 2011 al 2014 e in Spagna dal 2020 al 2023. Dal 2023 è Segretario generale del Ministero degli Affari Esteri.

## Biografia
Nato a Chicago da un famiglia napoletana nel 1961, Riccardo Guariglia si laurea in economia e commercio all'Università degli Studi di Roma nel 1983 e, nel 1985, entra nella carriera diplomatica a seguito di concorso pubblico. È inizialmente assegnato al Servizio Stampa e Informazione, poi, nel 1990, è trasferito all'ambasciata d'Italia a Il Cairo e successivamente è console a Bruxelles. Dopo 4 anni come Vice Capo dell'Ufficio Balcani, ritorna all'estero nel 2000 prima come Primo Consigliere alla Rappresentanza Permanente presso la NATO a Bruxelles, poi come Vice Capo Missione presso l'ambasciata d'Italia a Brasilia dal 2004 al 2008.
È stato ambasciatore in Polonia dal 2011 al 2014, quando viene nominato Capo del Cerimoniale diplomatico della Repubblica, nell'ambito del quale è stato responsabile di numerose visite all'estero del Presidente della Repubblica Sergio Mattarella, oltre alle visite in Italia delle più alte autorità straniere, anche in occasione del Vertice G7 di Taormina del 2017. Durante il Governo Conte I è stato Capo di gabinetto del Ministero degli affari esteri e della cooperazione internazionale.
Dal 2020 al 2023 è stato ambasciatore italiano in Spagna e ad Andorra svolgendo un'intensa attività attraverso numerose iniziative di carattere culturale e promozionale.
È Segretario generale del Ministero degli affari esteri e della cooperazione internazionale dal 6 marzo 2023.
Il 25 novembre 2024 è nominato cittadino onorario della città di Vietri sul Mare, con la seguente motivazione: "L’ambasciatore Guariglia è personalità di elevata risonanza internazionale, per cui l’Amministrazione Comunale di Vietri sul Mare ha deciso di annoverarlo tra i Cittadini Onorari concedendo la cittadinanza".

## Opere
- Real Corrispondenza – Corrispondência Real; Rio de Janeiro – Napoli (1844), Thesaurus, 2007.[8]